# LUX Fight League
LUX Fight League, ou simplement LUX, est une organisation mexicaine d'arts martiaux mixtes (MMA) fondée en 2017. Elle est considérée comme l'organisation MMA la plus importante du Mexique,.
Depuis lors, plus de 50 événements ont été organisés dans différentes villes, principalement à Mexico, où l'organisation a son siège, et à Monterrey, la ville qui a accueilli le plus d'événements.

## Historique
Le premier événement LUX, répertorié comme LUX 001, a eu lieu le 21 juillet 2017, à l'hôtel Posada de la ville de Tampico, Tamaulipas, située au nord-ouest du pays. L'événement principal de la soirée a été un affrontement entre Efraín Escudero et Bruno Murata, qui s'est terminé par la victoire d'Escudero par décision unanime. Le deuxième événement LUX a eu lieu le 17 février 2018 au Gimnasio Olímpico Juan de la Barrera à Mexico. Par rapport au premier événement, qui ne comportait que quatre combats, celui-ci en comptait un total de neuf.
En raison de la pandémie de COVID-19 déclarée en mars 2020, LUX 009 s'est tenu au Monterrey's Showcenter Complex à huis clos, alors qu'il était initialement prévu pour le 3 avril. L'événement suivant, LUX 010, marquerait le retour du fanatiques, bien que dans une capacité limitée pour empêcher la propagation du virus, et a été le premier événement sportif mexicain depuis le début de la pandémie à ouvrir ses portes au public.
En 2025, LUX a annoncé la création de « Streamers Smash », une compétition réunissant des combattants de MMA et des streamers, dont le vainqueur remporte un contrat avec la promotion. Ce tournoi à élimination directe réunit huit combattants amateurs, chacun guidé par un streamer.